# Apeiron
Apeiron (oldgræsk: ἄπειρον) betegner et uforanderligt urstof. Tanken om apeiron kendes fra den græske filosof Anaximander.